# Narvacultuur
De Narvacultuur (5300-1750 v.Chr.) was een subneolithische archeologische cultuur in het huidige Estland, Letland, Litouwen en de aangrenzende delen van Polen en Rusland. De Narvacultuur volgde op de mesolithische Kundacultuur en duurde tot aan het begin van de bronstijd. 
De economie was die van jager-verzamelaars met enige veeteelt. De cultuur is vernoemd naar de rivier de Narva in Estland.
De genetische continuïteit met de voorafgaande Kundacultuur geeft aan dat de landbouw geïntroduceerd werd door overname, zonder belangrijke immigratie.

## Cultuur
De mensen van de Narvacultuur hadden nauwelijks toegang tot vuursteen, en werden daarom gedwongen om handel te drijven en er zuinig mee om te gaan. Er waren daarom erg weinig vuurstenen pijlpunten en vuursteen werd vaak hergebruikt. Vooral lokale materialen zoals been, hoorn en schist werden gebruikt. Als bewijs van handel vonden onderzoekers stukjes roze vuursteen van de Valdajhoogte en tal van typisch Narva-aardewerk op het grondgebied van de Memelcultuur, terwijl er geen voorwerpen uit de Memelcultuur werden gevonden bij de Narvacultuur. 
Intensief gebruik van botten en horens is een van de belangrijkste kenmerken van de Narvacultuur. Het benen gereedschap, voortgezet vanuit de voorafgaande Kundacultuur, is het beste bewijs van de continuïteit van de Narvacultuur in de neolithische periode. 
De mensen werden op hun rug begraven met weinig grafgiften. De Narvacultuur gebruikte en verhandelde barnsteen, een paar honderd producten werden gevonden in Juodkrantė. Een van de meest bekende voorwerpen is een uit hoorn gesneden ceremoniële stok met de kop van een vrouwelijk eland, gevonden in Šventoji.
De mensen waren voornamelijk vissers, jagers en verzamelaars. Vanaf het midden-Neolithicum begon men geleidelijk veeteelt aan te nemen. Ze waren sedentair en leefden voor lange periodes in dezelfde nederzettingen, zoals blijkt uit een overvloed aan aardewerk, afvalbergen, en constructies om te vissen gebouwd in meren en rivieren. Het aardewerk deelde gelijkenissen met de kamkeramiekcultuur, maar had ook specifieke kenmerken. Een van de meest persistente kenmerken was het mageren van de klei met organische stoffen als gemalen slakkenhuizen. Het aardewerk werd gemaakt van 6 tot 9 cm brede kleistroken met minimale decoratie rond de rand. De vaten waren wijd en groot, hoogte en breedte vaak gelijk. De bodem was puntig of afgerond, en alleen de jongste voorbeelden hebben smalle, vlakke bodems.
Vanaf het midden-neolithicum werd het Narva-aardewerk beïnvloed en uiteindelijk verdrongen door touwbeker-keramiek.
In het zuiden ontstond hierdoor de (Baltische) Rzucewocultuur, terwijl in het noorden (Estland en Letland) ondanks de trechterbeker-invloed een zekere continuïteit als (Ests-Lijfse) Laat-Narvacultuur bleef bestaan.

## Genetica
Mathieson (2015) analyseerde een groot aantal individuen begraven op de begraafplaats van Zvejnieki, van wie de meesten gelieerd waren aan de Kundacultuur en de daaropvolgende Narvacultuur. Het geëxtraheerde mtDNA behoorde uitsluitend tot haplotypen van U5, U4 en U2. Wat betreft Y-DNA behoorde de overgrote meerderheid van de monsters tot R1b1a1a-haplotypen en I2a1-haplotypen. De resultaten bevestigden dat de Kunda- en Narvaculturen ongeveer 70% WHG en 30% EHG bevatten. De nabijgelegen gelijktijdige kamkeramiekcultuur bleek daarentegen ongeveer 65% EHG te bevatten. Een individu uit de Touwbekercultuur, die uiteindelijk de Narvacultuur zou opvolgen, bleek genetische relaties te hebben met de westelijke steppeherders van de Jamnacultuur.
Jones et al. (2017) onderzochten de resten van een man van de Narvacultuur, begraven rond 5780-5690 v.Chr. Hij bleek drager te zijn van de vaderlijke haplogroep R1b1b en de moederlijke haplogroep U2e1. De mensen van de Narvacultuur en de daaraan voorafgaande Kundacultuur bleken een nauwere genetische verwantschap te hebben met de westelijke jagers-verzamelaars (WHG) dan met de oostelijke jagers-verzamelaars (EHG). 
Saag et al. (2017) stelden bij een Narva-man haplogroep U5a2d vast. 
Mittnik et al. (2018) analyseerden 24 Narva-individuen. Van de vier geëxtraheerde Y-DNA- monsters behoorde er één tot I2a1a2a1a, één tot I2a1b, één tot I en één tot R1. Van de tien geëxtraheerde mtDNA-monsters behoorden er acht tot U5-haplotypen, één tot U4a1 en één tot H11. U5-haplotypen kwamen veel voor bij westelijke jagers-verzamelaars (WHG) en Scandinavische jagers-verzamelaars (SHG). Genetische invloed van de oostelijke jagers-verzamelaars (EHG) werd ook gedetecteerd.